# アナ・グルバッチ
アナ・グルバッチ（Ana Grbac、女性、1988年3月23日 - ）は、クロアチアのバレーボール選手。ポジションはセッター。元クロアチア代表。

## 来歴
2005年、U-18の欧州選手権で4位となり、ベストセッター賞を受賞した。2006年、クロアチア代表に初選出される。2009年の地中海競技大会で銅メダルを獲得し、同年の世界選手権2010欧州大陸予選、欧州選手権に出場した。
2010年、世界選手権で世界三大大会に初出場した。2013年の欧州選手権では5位となった。

## 球歴
- 世界選手権 - 2010年、2014年
- 欧州選手権 - 2009年、2013年
- ワールドグランプリ - 2014年

## 受賞歴
- 2005年 U-18　欧州選手権 ベストセッター賞

## 所属クラブ
- ŽOK Rijeka（2005-2006年）
- ペルージャ（2006-2008年）
- ŽOK Rijeka（2008-2009年）
- VBCチューリッヒ（2009-2011年）
- Budowlani Łódź（2011-2012年）
- アゼルレイル・バクー（2012-2013年）
- ロコモティフ・バクー（2013-2014年）
- VBCチューリッヒ（2014-2015年）
- CSMヴォレイ・アルバ・ブラジ（2015-2017年）
- Tauron Banimex MKS Dąbrowa Górnicza（2017-2018年）
- AO Thiras（2018-2019年）
- ŽOK Rijeka（2019-2020年）
- Maccabi Ashdod（2020年）
- GEN-I Volley（2020-2021年）
- 1.MCM-Diamant KNRC（2021-2022年）
- Szent Benedek RA（2022-2023年）